# Pankuronijum bromid
Pankuronijum (Pavulon) je miorelaksant sa različitim svojstvima. On je druga ili treća supstanca koja se administrira tokom većine letalnih injekcija u Sjedinjenim Državama.

## Mehanizam dejstva
Pankuronium je tipični nedepolarizacioni miorelaksant koji oponaša kurare. On deluje kao kompetitivni acetilholinski antagonist na neuromaskularnim spojevima. On zauzima mesto acetilholina na postsinaptičkim nikotinskim acetilholinskim receptorima.

## Spoljašnje veze
- (језик: француски) „Pavulon – Information professionnelle [prescribing information]” (PDF). Compendium Suisse des Médicaments. 12. 12. 2005. Приступљено 23. 1. 2011.[мртва веза]

|  | Molimo Vas, obratite pažnju na važno upozorenje u vezi sa temama iz oblasti medicine (zdravlja). |